# Північне Малуку

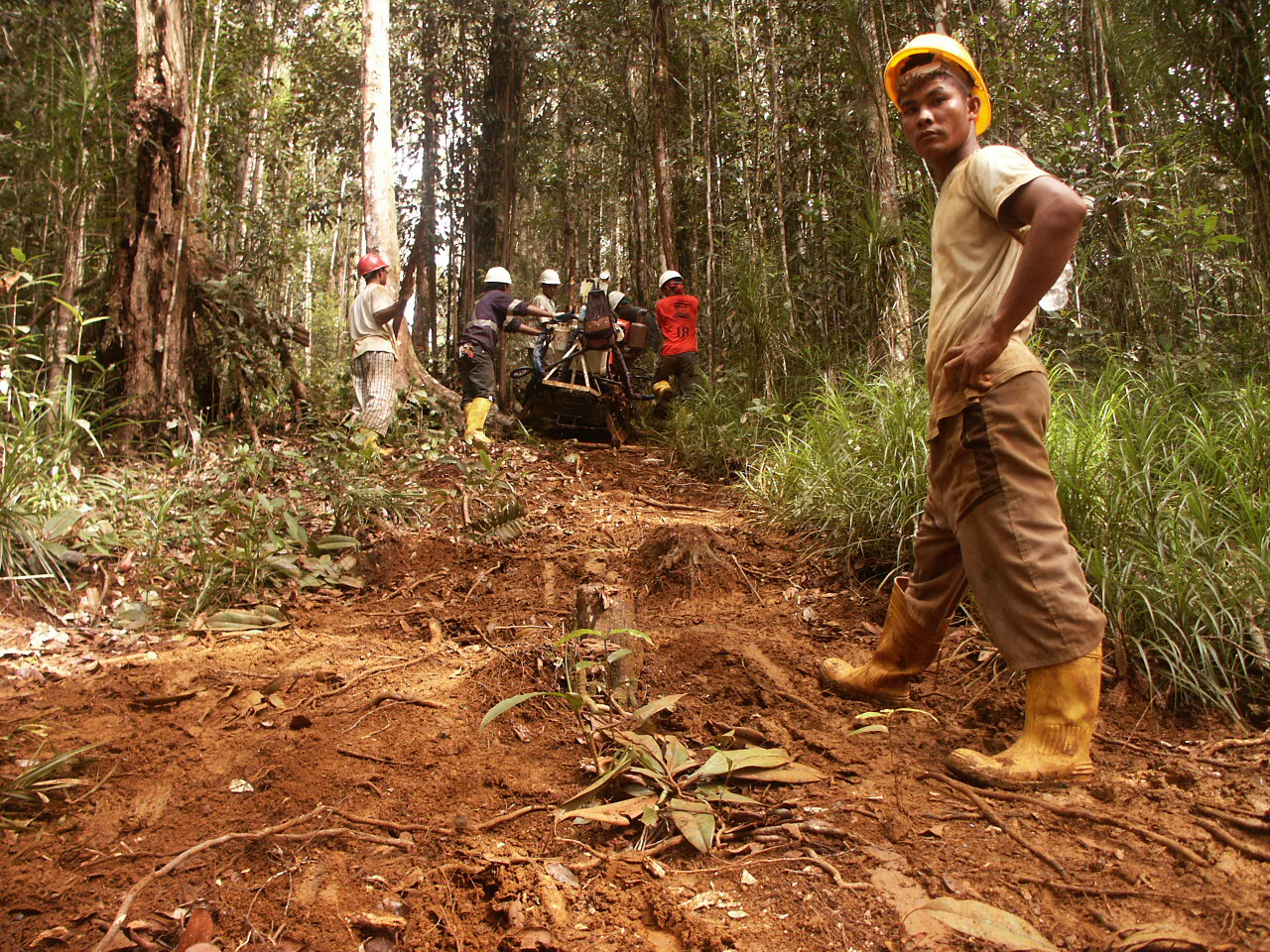
Видобуток золота на острові Хальмахера

Північне Малуку (також Північне Молукку; індонез. Maluku Utara), — провінція Індонезії, розташована на північних островах Молуккського архіпелагу. Найбільший острів провінції — Хальмахера, який проте не щільно заселений.
Адміністративний центр — місто Софіфі на острові Хальмахера. Столиця де-факто — місто Тернате, найбільше місто у провінції. Населення — 1 038 087 (2010).
З 1950 по 1999 всі Молуккські острови становили єдину провінцію Малуку. 1999 року північна частина регіону була виділена в окрему провінцію — Північне Малуку.

## Адміністративний поділ
Провінція включає 7 округ і два міських муніципалітети:
| № | Адм. одиниця                                   | Територія, км² | населення, осіб (2010) | Адм. центр |
| - | ---------------------------------------------- | -------------- | ---------------------- | ---------- |
| 1 | Тернате (місто)                                | 250,85         | 185 660                |            |
| 2 | Тідоре (місто)                                 | 9 564,00       | 89 510                 |            |
| 3 | Округа Східна Халмахера (Халмахера Тимур)      | 6 506,20       | 72 770                 | Маба       |
| 4 | Округа Західна Халмахера (Халмахера Барат)     | 2 612,24       | 100 150                | Тернате    |
| 5 | Округа Північна Халмахера (Халмахера Утара)    | 4 951,61       | 161 580                | Тобель     |
| 6 | Округа Центральна Халмахера (Халмахера Тенгах) | 2 276,83       | 42 740                 | Веда       |
| 7 | Округа Південна Халмахера (Халмахера Селатан)  | 8 779,32       | 198 030                | лабухів    |
| 8 | Округа Острови Моротай (Пулау Моротай)         | 495,69         | 52 860                 | Даруба     |
| 9 | Округа Острови Сула (Кепулауан Сула)           | 9 632,92       | 132 070                | сану       |
|   | Усього                                         | 45 069,66      | 1 035 478              |            |